# 化学メーカー
化学メーカー（かがくメーカー）とは、化学反応を伴う生産プロセスにより財の生産、供給を行う企業全般のこと。業態により総合化学メーカーおよび誘導品メーカー、電子材料メーカーなどに分類される。

## 概略
日本の化学産業は、19世紀後半の農業用肥料の生産がスタートとされ、戦後初期の政府による石油化学工業育成対策等により急成長を果たした。
現在では、化学産業は国内製造業の出荷額の約8.4％（産業別3位）、付加価値額の10.6％（同3位）を占め、輸送機械製造業、一般機械製造業と共に基幹産業とされている。

### 総合化学メーカー
総合化学メーカーは一般的に基礎原料から川中、川下の各種製品までの一貫生産を行う企業のことを指す。エチレンセンターを保有する企業に限定して呼ぶ場合もあるが、歴史的経緯等から以下の企業を総合化学メーカーと呼ぶ場合が多い。
- 三菱ケミカルグループ
- 住友化学
- 旭化成
- 三井化学
- カネカ
- 東ソー
- レゾナック
- UBE
- Denka
- トクヤマ
- JNC
- 帝人
- 東レ
- クラレ
- 東洋紡
- 日油

### 誘導品メーカー
主に基礎原料を用いて川中にあたる誘導品を生産する。
主要メーカーは以下のとおりである。
- 信越化学工業
- 三菱ガス化学
- ダイセル
- JSR
- 日本触媒
- 日本ゼオン
- セントラル硝子
- 日産化学
- 日本曹達
- ユニチカ
- クレハ

### 電子材料メーカー
基礎原料や誘導品を購入し、主に半導体、ディスプレイ等に用いる部材等を生産する。
主要メーカーは以下のとおりである。
- 富士フイルムホールディングス
- 日東電工
- レゾナック
- 住友ベークライト
- ADEKA
- 東京応化工業

## 資料・データ
1955年（昭和30年）の、化学・合成繊維・医薬品メーカーの売上高上位20社（単位：億円）
|      | 企業名                                       | 売上高 |
| ---- | -------------------------------------------- | ------ |
| 1位  | 東洋レーヨン（現：東レ）                     | 410    |
| 2位  | 旭化成                                       | 229    |
| 3位  | 住友化学                                     | 215    |
| 4位  | 宇部興産（現：UBE）                          | 213    |
| 5位  | 昭和電工（現：レゾナック・ホールディングス） | 190    |
| 6位  | 東洋高圧（→三井東圧化学→現：三井化学）       | 170    |
| 7位  | 帝国人造絹糸（現：帝人）                     | 161    |
| 7位  | 日産化学                                     | 161    |
| 9位  | 武田薬品工業                                 | 137    |
| 10位 | 倉敷レイヨン（現：クラレ）                   | 136    |
| 11位 | 三菱化成（現：三菱ケミカル）                 | 131    |
| 12位 | 日本油脂（現：日油）                         | 108    |
| 13位 | 富士写真フイルム（現：富士フイルム）         | 104    |
| 14位 | 日東化学（現：三菱ケミカル）                 | 100    |
| 15位 | 三菱レイヨン（現：三菱ケミカル）             | 97     |
| 16位 | 三井化学（→三井東圧化学→現：三井化学）       | 93     |
| 17位 | 東邦レーヨン（現：帝人）                     | 84     |
| 18位 | 東亜合成化学（現：東亞合成）                 | 83     |
| 19位 | 大日本セルロイド（現：ダイセル）             | 80     |
| 20位 | 三共（現：第一三共）                         | 74     |